# Szlachetne kłamstwo
Szlachetne kłamstwo – pojęcie stosowane w polityce, etyce i filozofii na określenie rozpowszechnianego mitu, kłamstwa w celu zachowania spokoju społecznego. Pojęcie zostało wprowadzone przez Platona w dziele Państwo, gdzie została opisana propozycja przedstawienia obywatelom mitu założycielskiego, który przedstawiany przez rządzących kolejnym pokoleniom miałby zapewniać dbałość i obronę ojczyzny. Szlachetne kłamstwo w ujęciu Platona może być przedstawiane przez filozofów w celu przygotowania ludzi na przyjęcie teorii idei. Przedstawiany fałsz powinien być jak najbliższy znanej filozofom prawdy.
Współcześnie pojęcie szlachetnego kłamstwa może być narzędziem polityki. W ten sposób interpretowana jest fałszywa informacja o broni masowego rażenia w Iraku rządzonym przez Saddama, która zapoczątkowała amerykańskie akcje wojskowe prowadzone w celu obrony cywilizacji zachodniej przed radykalnym islamem.